# Medaller dels Jocs Olímpics d'estiu de 1960
El medaller dels Jocs Olímpics d'Estiu de 1960 presenta totes les medalles lliurades als esportistes guanyadors de les proves disputades en aquest esdeveniment, realitzat entre el 25 d'agost i l'11 de setembre de 1960 a la ciutat de Roma (Itàlia).
Les medalles apareixen agrupades pels Comitès Olímpics Nacionals participants i s'ordenen de forma decreixent contant les medalles d'or obtingudes; en cas d'haver empat, s'ordena d'igual forma contant les medalles de plata i, en cas de mantenir-se la igualtat, es conten les medalles de bronze. Si dos equips tenen la mateixa quantitat de medalles d'or, plata i bronze, es llisten en la mateixa posició i s'ordenen alfabèticament.

## Medaller
| Jocs Olímpics d'estiu de 1960 | Jocs Olímpics d'estiu de 1960 | Jocs Olímpics d'estiu de 1960 | Jocs Olímpics d'estiu de 1960 | Jocs Olímpics d'estiu de 1960 | Anells Olímpics |
| Posició                       | País                          | Or                            | Plata                         | Bronze                        | Total           |
| 1                             | Unió Soviètica                | 43                            | 29                            | 31                            | 103             |
| 2                             | Estats Units                  | 34                            | 21                            | 16                            | 71              |
| 3                             | Itàlia                        | 13                            | 10                            | 13                            | 36              |
| 4                             | Alemanya                      | 12                            | 19                            | 11                            | 42              |
| 5                             | Austràlia                     | 8                             | 8                             | 6                             | 22              |
| 6                             | Turquia                       | 7                             | 2                             | 0                             | 9               |
| 7                             | Hongria                       | 6                             | 8                             | 7                             | 21              |
| 8                             | Japó                          | 4                             | 7                             | 7                             | 18              |
| 9                             | Polònia                       | 4                             | 6                             | 11                            | 21              |
| 10                            | Txecoslovàquia                | 3                             | 2                             | 3                             | 8               |
| 11                            | Romania                       | 3                             | 1                             | 6                             | 10              |
| 12                            | Regne Unit                    | 2                             | 6                             | 12                            | 20              |
| 13                            | Dinamarca                     | 2                             | 3                             | 1                             | 6               |
| 14                            | Nova Zelanda                  | 2                             | 0                             | 1                             | 3               |
| 15                            | Bulgària                      | 1                             | 3                             | 3                             | 7               |
| 16                            | Suècia                        | 1                             | 2                             | 3                             | 6               |
| 17                            | Finlàndia                     | 1                             | 1                             | 3                             | 5               |
| 18                            | Àustria                       | 1                             | 1                             | 0                             | 2               |
| 18                            | Iugoslàvia                    | 1                             | 1                             | 0                             | 2               |
| 20                            | Pakistan                      | 1                             | 0                             | 1                             | 2               |
| 21                            | Etiòpia                       | 1                             | 0                             | 0                             | 1               |
| 21                            | Grècia                        | 1                             | 0                             | 0                             | 1               |
| 21                            | Noruega                       | 1                             | 0                             | 0                             | 1               |
| 24                            | Suïssa                        | 0                             | 3                             | 3                             | 6               |
| 25                            | França                        | 0                             | 2                             | 3                             | 5               |
| 26                            | Bèlgica                       | 0                             | 2                             | 2                             | 4               |
| 27                            | Iran                          | 0                             | 1                             | 3                             | 4               |
| 28                            | Països Baixos                 | 0                             | 1                             | 2                             | 3               |
| 28                            | Sud-àfrica                    | 0                             | 1                             | 2                             | 3               |
| 30                            | Argentina                     | 0                             | 1                             | 1                             | 2               |
| 30                            | República Àrab Unida          | 0                             | 1                             | 1                             | 2               |
| 32                            | Canadà                        | 0                             | 1                             | 0                             | 1               |
| 32                            | Ghana                         | 0                             | 1                             | 0                             | 1               |
| 32                            | Índia                         | 0                             | 1                             | 0                             | 1               |
| 32                            | Marroc                        | 0                             | 1                             | 0                             | 1               |
| 32                            | Portugal                      | 0                             | 1                             | 0                             | 1               |
| 32                            | Singapur                      | 0                             | 1                             | 0                             | 1               |
| 32                            | Xina                          | 0                             | 1                             | 0                             | 1               |
| 39                            | Brasil                        | 0                             | 0                             | 2                             | 2               |
| 39                            | Índies Occidentals            | 0                             | 0                             | 2                             | 2               |
| 41                            | Espanya                       | 0                             | 0                             | 1                             | 1               |
| 41                            | Iraq                          | 0                             | 0                             | 1                             | 1               |
| 41                            | Mexico                        | 0                             | 0                             | 1                             | 1               |
| 41                            | Veneçuela                     | 0                             | 0                             | 1                             | 1               |